# Star Wars Trilogy: Arcade
Vous lisez un « bon article » labellisé en 2015.
Star Wars Trilogy: Arcade est un jeu vidéo d'arcade du type rail shooter en 3D avec quelques éléments de shoot 'em up, édité par Sega en 1999. Le jeu est basé sur la trilogie originale des films Star Wars et permet d'en revivre les grandes batailles sur quatre niveaux différents et deux niveaux bonus. La borne éditée en trois versions a été commercialisée à l’occasion de la ressortie de ces films au cinéma en 1997 en version « édition spéciale ».
Le système de jeu est composé de combats spatiaux, mais aussi de quelques séquences de tir au pistolet et de duels au sabre laser. La première mission met en scène le combat spatial du film Un nouvel espoir dont le but est de détruire la station spatiale Étoile noire. La deuxième replace le joueur dans la bataille d'ouverture du film L'Empire contre-attaque, consistant à défendre la base de l'armée rebelle face aux attaques de l'Empire. La troisième recrée une partie de la bataille finale d'Endor du Retour du Jedi, dans laquelle les rebelles doivent prendre d'assaut une base secrète de l'Empire. La dernière mission, sur Endor, propose des combats spatiaux, puis permet de pénétrer au cœur de la seconde station spatiale de l'Empire pour la détruire. Les niveaux bonus sont des duels au pisto-laser et au sabre laser.
La presse spécialisée exprime des avis plutôt négatifs envers Star Wars Trilogy: Arcade lorsque Sega dévoile le jeu inachevé en fin d'année 1998. L'entreprise nippone fait alors évoluer le jeu en fonction des critiques reçues. À sa sortie, l'accueil de Star Wars Trilogy: Arcade est mitigé, mais globalement positif avant tout grâce à l'univers Star Wars, même si les capacités de la plate-forme utilisée sont limitées. La bande sonore jugée excellente, qui tire tous ses titres de la bande originale des trois films de la saga tout comme quelques voix digitalisées, complète bien le gameplay. Les graphismes sont plutôt appréciés par la critique, mais la faible profondeur du gameplay reste un point noir pour la majorité des journalistes. La jouabilité de la borne d'arcade Star Wars: Battle Pod sortie en 2014 est souvent décrite comme inspirée de Star Wars Trilogy: Arcade.

## Trame

### Toile de fond
Star Wars Trilogy: Arcade replace le joueur dans l'univers Star Wars et plus particulièrement dans la trilogie originale constituée de l'épisode IV : Un nouvel espoir, de l'épisode V : L'Empire contre-attaque et de l'épisode VI : Le Retour du Jedi. Le jeu permet de revivre des moments de cette trilogie, notamment plusieurs batailles marquantes. Les différents niveaux ne sont pas liés mais respectent scrupuleusement les séquences des films sur lesquels ils sont basés. Le joueur accomplit les missions dans la peau d'un pilote de l'Alliance rebelle, une organisation qui lutte contre le très autoritaire Empire galactique.

### Scénarios
Star Wars Trilogy: Arcade est composé de quatre niveaux principaux et deux niveaux bonus.

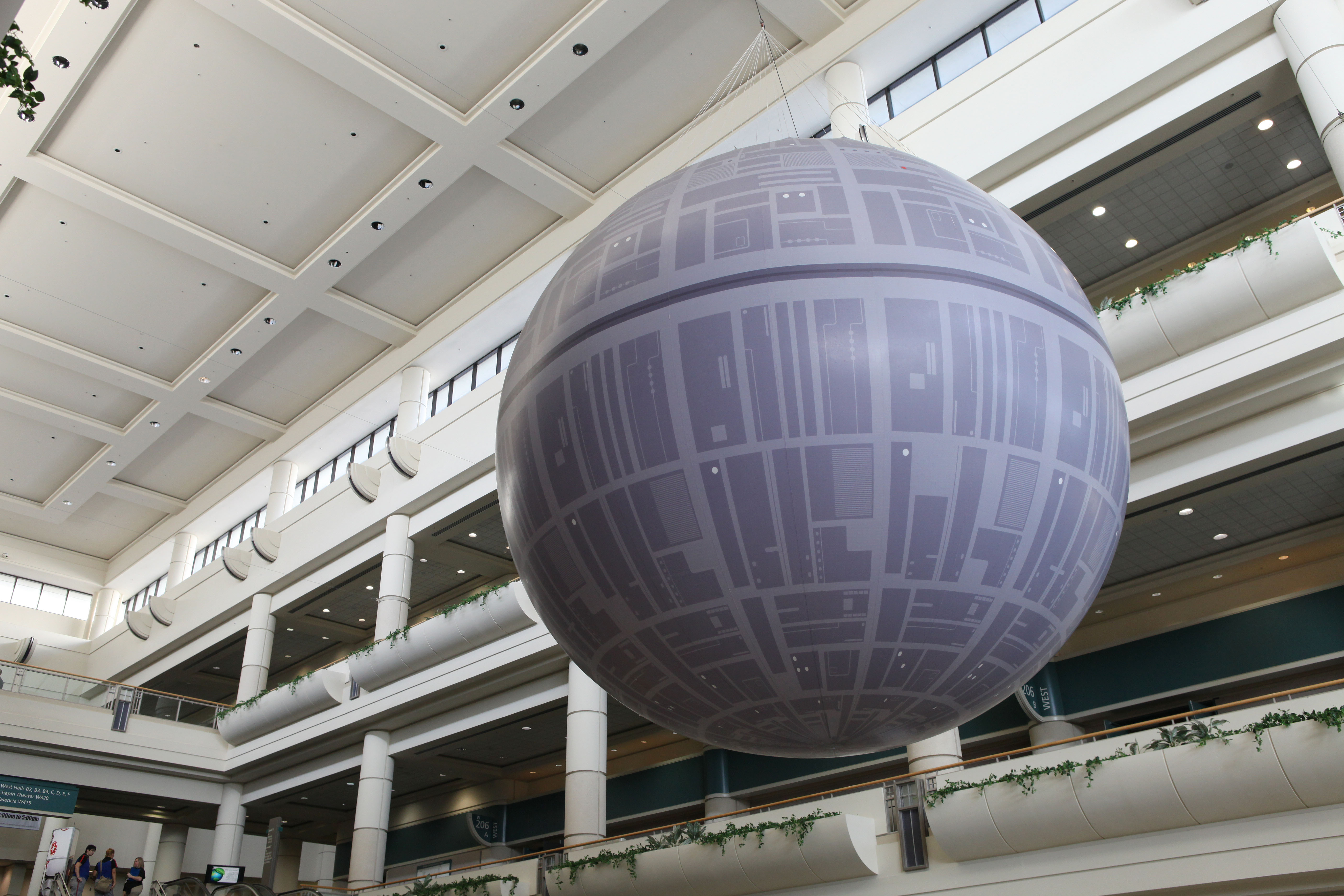
L’Étoile noire.

La mission sur le satellite naturel Yavin 4 permet de revivre le combat spatial du film Un nouvel espoir. Le but du joueur est de détruire la station spatiale Étoile noire, l'arme absolue de l'Empire galactique. Dans la mission sur la planète Hoth, le joueur rejoue la bataille d'ouverture du film L'Empire contre-attaque, qui consiste à repousser les attaques de l'Empire qui tente de prendre le contrôle de la base de l'armée rebelle. La mission sur la lune forestière d'Endor reconstitue une partie de la bataille finale du Retour du Jedi. Cette fois-ci, ce sont les rebelles qui doivent prendre d'assaut une base secrète de l'Empire. La dernière mission du jeu, toujours sur Endor, offre des combats spatiaux, puis permet d'entrer au cœur de la seconde station spatiale de l'Empire pour la détruire,. Les missions bonus tirées également du Retour du Jedi proposent un duel avec le chasseur de primes Boba Fett sur la planète désertique Tatooine, puis un affrontement avec le maléfique Dark Vador dans la salle du trône de l'Empereur lors du dénouement du film.

## Système de jeu

### Généralités
Star Wars Trilogy: Arcade est un rail shooter en vue objective qui simule des phases de combat spatial, de tir à la première personne et de duel au sabre laser. La difficulté du jeu a la particularité de s'adapter automatiquement au talent du joueur.
Le joueur se met dans la peau d'un soldat de l'Alliance rebelle. Durant les combats, il rencontre dans tous les niveaux, des alliés aux commandes de vaisseaux spatiaux, les personnages R2-D2 et C-3PO et même les Ewoks, les petites créatures qui peuplent Endor. Le joueur ne doit pas les tuer. Les personnages ennemis rencontrés sont des soldats de l'Empire ou des créatures des neiges nommés Wampas. Les engins ennemis affrontés sont notamment les chasseurs spatiaux TIE et les véhicules de guerre AT-ST et TB-TT.
Dans le système de jeu normal, le joueur déplace un réticule sur l'écran à l'aide d'un joystick et peut utiliser les armes en appuyant sur le bouton de tir situé au sommet de la manette. Le joueur possède une barre de vie allant jusqu'à 100 (shield, le bouclier représente la vie du joueur). Le jeu comporte un système d'évaluation de la Force, un champ énergétique mystérieux procurant des pouvoirs psychiques. Si le joueur élimine des alliés, il passe petit à petit vers le côté obscur de la Force, son viseur s'agrandit et son bouclier de protection s'affaiblit. Plus le joueur détruit d’ennemis, plus il repasse du bon côté de la Force, il amasse alors des points et un emblème de l'alliance rebelle situé à gauche en bas de l'écran se met à tourner vite. Un bouton spécial situé sur la borne se met alors à clignoter (event button), celui-ci permettant ensuite de déclencher l'arrivée de renforts qui viennent assister le joueur. Le jeu comporte également un certain nombre de secrets qui permettent de gagner des points. Ces points varient en fonction des niveaux et de la quantité de renforts que le joueur a utilisé. Lors des séquences de tir au pistolet, une jauge de surchauffe située à gauche de l'écran oblige le joueur à ne pas tirer en permanence,.

### Missions

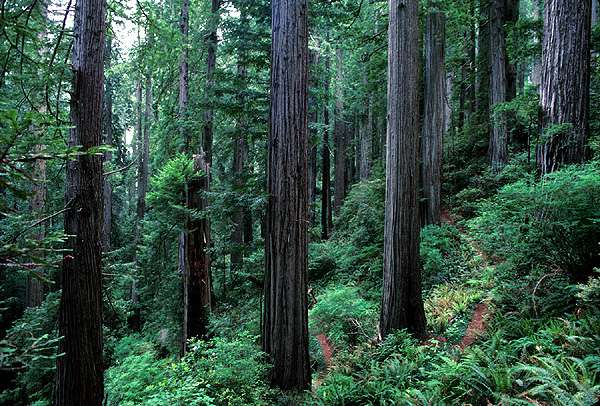
Paysage d'Endor.

Le jeu comporte quatre missions de trois parties chacune et de deux missions bonus contre Dark Vador ou Boba Fett. Les trois premiers niveaux sont accessibles dès le début dans n'importe quel ordre. Le dernier niveau est débloqué une fois que les trois premiers niveaux ont été terminés. Le jeu comporte deux niveaux bonus débloqués uniquement après que deux phases normales sont terminées. La fin de chaque niveau est différente en fonction de la façon dont le joueur a combattu.
Dans la mission Yavin 4, le joueur prend part à des combats spatiaux dans un chasseur X-wing face à des chasseurs TIE. La deuxième partie de la mission consiste à voler à la surface de l’Étoile noire, en tirant sur des chasseurs ennemis, des canons antiaériens, et à se confronter au chasseur TIE de Dark Vador. La troisième partie de la mission ramène le joueur dans la tranchée de la station spatiale, dans laquelle il doit lancer des torpilles dans une bouche d'entrée d'aération qui conduit au cœur même de la station afin d'anéantir l'Étoile Noire. La première partie de la mission Hoth met en scène des tirs contre des AT-ST et des droïdes sondes, ainsi que des soldats impériaux. La fin du niveau permet d'aider les rebelles à faire tomber un grand TB-TT avec des snowspeeders puis de le détruire. La deuxième partie de la mission rejoue l'évacuation de Hoth par les rebelles. Il s'agit d'une course dans les couloirs de la base rebelle entre les tirs de soldats impériaux et les charges de Wampas, dans le but de se rendre jusqu'au vaisseau dénommé Faucon Millenium. La troisième partie de la mission a lieu dans le hangar, où d'autres soldats et Wampas doivent être éliminés avant de s'échapper. La mission Endor débute par une poursuite en speeder bike sur la lune forestière d'Endor, le joueur doit tirer sur des soldats impériaux aux guidons de leurs speeder bikes et aussi sur des AT-ST. La deuxième partie de la mission met en place des combats avec des soldats dans la forêt où on y rencontre quelques Ewoks. Le joueur arrive finalement à la base de l'Empire sur Endor, et doit tirer sur des ennemis qui se présentent. Dans la troisième partie de la mission, le joueur doit rapidement tirer avec un pistolet laser sur un AT-ST. La mission Endor: The Final Battle se déroule sur l'Étoile de la mort, la seconde station spatiale de l'Empire. Elle débute par des combats spatiaux, puis se déroule dans un deuxième temps à la surface de la station spatiale. La dernière partie consiste à entrer au cœur de l’Étoile de la mort pour détruire le générateur principal.
Dans la première mission bonus, le joueur utilise un sabre laser pour repousser vers lui les tirs de pistolet du chasseur de primes Boba Fett, afin de le faire tomber dans la gueule béante du ver Sarlacc située en dessous de lui. La seconde place le joueur dans un duel avec le maléfique Dark Vador sur la seconde station spatiale de l'Empire. Le système de jeu en duel est simple, le joueur doit parer ou renvoyer les coups de son adversaire. Juste avant que celui-ci frappe, une flèche s'affiche à l'écran du côté où il va frapper, le jouer doit alors actionner les commandes du côté correspondant pour éviter l'attaque,,.

## Musiques
Les musiques du jeu sont issues des bandes originales des films de la première trilogie Star Wars, composées par John Williams. Certaines numérisations vocales sont également issues des films. Les morceaux suivants sont présents dans la bande-son du jeu :
| - Main Title - Launch from the Fourth Moon - Use the Force - The Throne and End Title - Imperial Walkers - The Imperial March | - Sail Barg Assault - Speeder Bike Chase - Into the Trap - Scout Walker Scramble - Prime Weapon Fires - Overtaking the Bunker | - Superstructure Chase - The Main Reactor - The Forest Battle - The Crash of the Lightsabers - Escape in the Millennium Faucon |

Les différentes bandes originales ont connu plusieurs éditions et rematriçages, certaines pistes ne figurent pas sur les premiers albums et les numéros de pistes varient suivant les éditions.

## Développement et commercialisation
Star Wars Trilogy: Arcade est le deuxième jeu Star Wars de la société Sega en arcade, après Star Wars Arcade en 1983. Sega annonce en octobre 1998 la sortie d'un jeu sur l'univers Star Wars pour l'hiver, alors au début de son développement (15 %). Electronic Gaming Monthly rapporte que le jeu en est à 40 % de son développement en décembre 1998. Edge signale le jeu sorti au Japon en janvier 1999. GamePro indique en février 1999 que la borne est commercialisée aux États-Unis. La borne également commercialisée en 1999 en Europe,,, est réalisée à l’occasion de la ressortie des films de la première trilogie en 1997 en version « édition spéciale »,. Le jeu est développé par le studio interne Sega AM5 en collaboration avec les équipes de LucasArts,. Star Wars Trilogy: Arcade est sorti sur trois différentes bornes d'arcade : deux bornes assises deluxe, super deluxe et une borne verticale classique. Le jeu fonctionne sur le système d'arcade Model 3 Step 2.1. Les bornes deluxe sont équipées d'un écran rétroprojecteur de 127 cm,. Le joystick comporte un système de retour de force,.
À sa sortie, Star Wars Trilogy: Arcade est évalué mild content (« contenu léger ») par le PAS, le système américain d’évaluation des jeux vidéo.

## Réception
Déjà critiqué lors de la présentation au JAMMA Show de 1998, Star Wars Trilogy: Arcade reçoit lors de sa sortie un accueil globalement positif mais qui reste mitigé, le jeu ne faisant pas l'unanimité. Ainsi, Christopher Michael Baker du site AllGame évalue le jeu à 4,5 sur 5, le trouvant pratiquement sans faille, avec des graphismes, un son et des contrôles excellents. L'équipe de ShackNews le juge également excellent et considère que c'est le meilleur jeu vidéo d'arcade disponible en 2015. Dans le no 94 de février 1999 du magazine Player One, le jeu ne décroche en revanche que 61 %, le journaliste expliquant que si « [Star Wars Trilogy: Arcade] a la chance de posséder le nom de Star Wars et la magie de cet univers » et que « le charme opère », il aurait souhaité que le jeu soit plus beau, avec notamment de meilleures animations, afin de rendre l'action plus captivante,. La critique publiée par le magazine GamePro est également mitigée, ses auteurs jugeant ses graphismes « superbes » mais regrettant des limitations au niveau de son système de jeu. Dans son livre intitulé Coin-Op, Dietmar Bertling estime le gameplay peu profond avec des actions limitées, mais procurant une expérience de jeu extrêmement intense. Pour lui, les niveaux bonus permettent de couper la linéarité de ce shoot 'em up. La critique du magazine GameOn est encore plus négative avec une note de 2 sur 5. Game Informer considère le jeu comme « horriblement limité », n'offrant aucune rejouabilité, puis le qualifie d'« ennuyeux ».
La réalisation de Star Wars Trilogy: Arcade est généralement considérée comme un des points forts du jeu. Ainsi, à l'instar de Michael Baker qui estime que les graphismes sont superbes, avec des mouvements fluides et des fonds détaillés, le magazine Consoles + remarque la qualité graphique de la 3D, des textures et de l'animation, ainsi que « d'incroyables scènes cinématiques en 3D temps réel ». De la même façon, les journalistes d'Electronic Gaming Monthly estiment que les graphismes du jeu « sans précédent » tirent pleinement parti de la dernière version du Model 3 de Sega et que les animations sont spectaculaires. Les journalistes de GamePro jugent que sa réalisation « brillante » fait la force du jeu, notamment grâce à ses graphismes « spectaculaires » et « impressionnants », ses visuels fluides et sa richesse de détails,. Le journaliste de Player One ayant vu la borne à l'Amusexpo '98 à Paris est en revanche un peu déçu par les capacités du système d'arcade utilisé et son rendu par rapport aux grosses productions Sega de l'époque, comme House of the Dead 2. Enfin, l’auteur de la critique du magazine GameOn estime que le jeu est une adaptation des jeux Atari avec une gestion 3D intéressante. De son côté, la musique du jeu tirée des films est décrite comme un grand spectacle par le journaliste de Consoles +, et Shaggy, du site web Arcade-Heroes, estime que le jeu bénéficie d'une excellente bande sonore avec des échantillons de voix des films et le caisson de basse de la version deluxe complète le gameplay,.
En matière de gameplay, le journaliste de GameOn estime que l'évolution des différentes séquences est linéaire et pré-calculée mais le rendu visuel va au-delà de toute espérance. Pour le journaliste d'Edge (Royaume-Uni), Sega a su entendre les critiques faites sur les versions inachevées du jeu présentées en fin d'année 1998, pas seulement en rajoutant des phases avec différents gameplay, mais en s'attachant à produire un ensemble équilibré. Les journalistes d'Electronic Gaming Monthly regrettent en revanche le manque d'originalité de son système de jeu qu'ils décrivent comme étant le même que celui de Sewer Shark ou Rebel Assault, un rail shooter. Enfin, pour Christopher Michael Baker d'AllGame, le joystick procure une sensation de réactivité qui imite de façon significative un sabre laser mais le jeu souffre d'imperfections mineures au niveau de la maniabilité dans les missions bonus contre Boba Fett et Dark Vador. Les journalistes du magazine GamePro mettent également en avant ces limitations du gameplay, notamment en matière de déplacement en vol, qu'ils considèrent comme le principal point négatif du jeu.

## Postérité
Star Wars Trilogy est également le nom d'un flipper créé par Sega et commercialisé l'année précédant la sortie de la borne, en 1997,.
Le site web Complex classe Star Wars Trilogy: Arcade à la douzième place sur trente des meilleurs jeux d'arcade des années 1990. The Daily Telegraph classe Star Wars Trilogy: Arcade septième dans son top dix de jeux vidéo adaptés de films.
En 2014, Bandai Namco Entertainment dévoile la borne d'arcade Star Wars: Battle Pod, qui possède une jouabilité très similaire à Star Wars Trilogy: Arcade.